# San Juan Cancuc
San Juan Cancuc è un comune del Messico, situato nello stato di Chiapas.